# Miss Teen Universo
Miss Teen Universo es un concurso de belleza internacional de origen ecuatoriano, en el que participan delegadas de las Américas y otros países del mundo. La actual Miss Teen Universe es Doménica Morán de Ecuador, quien fue coronada el 25 de noviembre de 2024 en Lima, Perú.

## Historia
Miss Teen Universe fue fundado el 11 de febrero de 2003 por César Montecé, presidente de la compañía Queen of Ecuador, la misma que cesó sus funciones en el año 2010.
En 2024, Rodrigo Moreira, presidente de la organización Miss Teen Ecuador, solicitó el registro de la marca en el  Servicio Nacional de Derechos Intelectuales (SENADI); publicada en la Gaceta de Propiedad Intelectual y concedida por el organismo de propiedad intelectual de Ecuador.

## Ganadora más reciente
| # | Año  | Miss Teen Universe     | País    | Ciudad Sede | Ref.        |
| - | ---- | ---------------------- | ------- | ----------- | ----------- |
| 1 | 2024 | Doménica Morán Mendoza | Ecuador | Lima, Perú  | [ 4 ] [ 5 ] |

## Requisitos de participación
- Ser mujer de nacimiento.
- Representar a su país de origen.
- Tener entre 14 y 19 años.
- No haber contraído matrimonio nunca.
- No estar, ni haber estado embarazada.
- Tener la disposición de ser Miss Teen Universe y cumplir con todas las citas que ello conlleva.